# Arsenio Rodríguez (Musiker)
Ignacio Arsenio Travieso Rodríguez Scull (* 30. August 1911 in Güira de Macurijes, Provinz Matanzas, Kuba; † 30. Dezember 1970 in Los Angeles, USA) war ein kubanischer Musiker, der als Erneuerer des Son montuno gilt. Als einer der bedeutendsten Komponisten populärer kubanischer Musik schrieb er über 200 Stücke.

## Herkunft
Rodríguez wurde als eines von fünfzehn Kindern des Landarbeiters Bonifacio Travieso und der Hausfrau Dorotea Rodríguez Scull in dem kleinen Dorf Güira de Macurijes  geboren, das zur Gemeinde Bolondrón (Provinz Matanzas) gehörte. Um 1915 zog die Familie in die Kleinstadt Güines im Süden der damaligen Provinz Havanna. Als die Stadt 1926 von einem Hurrikan stark zerstört wurde, zog die Familie weiter in die Hauptstadt Havanna, wo sie sich im Stadtteil Marianao niederließ. In den 1930er Jahren legte Arsenio den negativ konnotierten Nachnamen Travieso (auf Deutsch etwa „gerissen“) ab und nutzte für seine Musikerkarriere den neutraleren Familiennamen Rodríguez seiner Mutter.
Rodríguez’ hatte familiäre Wurzeln im afrikanischen Kongobecken – sowohl sein Vater als auch dessen Vater praktizierten den von dort tradierten religiösen Kult Palo Monte, in den auch Rodríguez eingewiesen wurde. Etliche Texte seiner sones zeugen von einer detaillierten Kenntnis der auf der größten Antilleninsel erhaltenen Reste afrikanischer Sprachen wie etwa Yoruba und Mandinka.

## Jugend
Als Kind (nach unterschiedlichen Quellen aus seiner Familie im Alter zwischen sieben und zwölf Jahren) erblindete Rodríguez vollständig, nachdem er nach dem Huftritt eines Maultiers in sein Gesicht unzureichend medizinisch behandelt wurde. Mit 15 Jahren begegnete er dem Zimmermann Victor Feliciano, der den blinden Jungen in seine Obhut nahm und diesem eine – zumindest grundlegende – Ausbildung in dem einzigen Bereich verschaffte, der in dessen fast hoffnungsloser Situation noch die Aussicht auf ein selbstbestimmtes, vielleicht sogar erfolgreiches Leben im damaligen Kuba versprach: der Musik.
Feliciano unterrichtete den jungen Rodríguez in den Grundlagen der kubanischen Musik sowie der Spieltechnik einiger der wichtigsten Instrumente, darunter Maracas, Bongos und Kontrabass. Arsenio, wie er damals schon genannt wurde, zeigte jedoch ein besonderes Talent für die Tres, eine spezielle kubanische Abart der Gitarre, deren sechs Saiten in drei (span. tres) Doppelchören gestimmt sind, in der Regel auf einen Dur- oder Moll-Dreiklang.

## Beginn der professionellen Karriere
Aufgrund seines offensichtlichen Talents erhielt Rodríguez bald erste Engagements als Tresero und Sänger in der Provinz Matanzas. In dieser Zeit wurde er erstmals als El Cieguito Maravilloso (zu deutsch etwa: der wunderbare kleine Blinde) angekündigt, was ihm als Spitzname bis an sein Lebensende erhalten blieb.
Er verbesserte währenddessen seine Technik (natürlich ausschließlich per Gehör) am Beispiel seiner gitarristischen Vorbilder, vor allem Isaac Malviedo, dem aus Haiti bzw. Saint Domingue stammenden Nené Manfugás sowie Eliseo Silvera.
Um 1930 wagte er den Sprung in die Metropole Havanna und fand schnell Anschluss an die dortige Musikszene, so dass er bald in der Lage war, eine eigene Band zu gründen, mit der er seine seit 1928 entstandenen Eigenkompositionen erstmals in der Öffentlichkeit vorstellen konnte: das Sexteto Boston. Dieses Ensemble löste er 1937 auf, da er sich als Blinder von den Aufgaben eines Bandleaders überfordert fühlte, um sich dem Septeto Bellamar des Kornettisten José Interián anzuschließen.

## DerConjunto
Im Jahre 1940 machte er sich wieder selbständig und stellte ein neues Ensemble vor, das mit seinen packenden Kompositionen, die in ihrem Arrangement-Stil einen starken Einfluss des eben erst entstehenden modernen Jazz verraten, zu einer der einflussreichsten Bands der kubanischen Musikgeschichte werden sollte. Die „klassische“ Besetzung von Arsenio Rodríguez y su Conjunto war dabei von 1940 bis 1947:
- - Félix Chappotín, Carmelo Álvarez und Chocolate Armenteros, Trompeten
  - Arsenio Rodríguez, Tres, Kompositionen und Arrangements
  - Luis „Lilí“ Martinez, Klavier, wobei Lilí auf Empfehlung des eigentlich vorgesehenen Rubén González in die Band kam
  - Carlos Ramirez, Gitarre und coro
  - Lázaro Prieto, Kontrabass
  - Antolín 'Papa Kila Quique’ Suárez, Bongos
  - Félix Alonso, Conga
  - René Scull, Gesang (René war Arsenios Cousin.)

Die Band wurde praktisch über Nacht ein durchschlagender Erfolg und gastierte fortan für Jahre jeden Sonntag im Club La Tropical in Havanna.
Für moderne europäische Ohren ist kaum mehr nachzuvollziehen, wie revolutionär die Aufstockung des Trompetensatzes sowie die Einbeziehung des „würdigen,“ „europäischen“ (aber auch „hippen“ und „jazzigen“) Klaviers einerseits und der „erdigen“, „afrikanischen“ Congas andererseits im tanz- und unterhaltungssüchtigen Havanna von 1940 wirkten. Doch ist es keine Übertreibung, zu behaupten, dass der spätere Erfolg der Salsa in wesentlichen Punkten auf Rodríguez’ „Erfindung“ der Conjunto-Besetzung zurückzuführen ist.
Auch die Einbeziehung bislang exklusiv „schwarzer“ Rumba-Rhythmen wie vor allem des Guaguancó (Los Sitios Haceré), aber auch obskurerer Formen wie des Canto de Palo (Dundunbanza) in die kubanische Tanzmusik kann in ihrer Wirkungsgeschichte kaum überbetont werden – diese Impulse wurden von späteren, prononciert „afro-kubanischen“ Bands wie Irakere aufgenommen und weiterentwickelt.

## Der Weg in die USA
1947 reiste Rodríguez erstmals nach New York, da er sich von dem renommierten Augenarzt Dr. Ramón Castroviejo eine Operation erhoffte, die ihn von seiner Blindheit heilen könne. Diese Hoffnung erwies sich als unbegründet – Castroviejo konnte nur bestätigen, dass seine Sehnerven unheilbar zerstört waren. Diese niederschmetternde Diagnose verarbeitete Rodríguez in einem Bolero, der schließlich zu einer seiner berühmtesten Kompositionen werden sollte: La Vida Es Un Sueño („Das Leben ist ein Traum“). Inwieweit sich Arsenio als Mensch von einfacher, kolonialer Herkunft dessen bewusst war, dass er damit einen der größten Klassiker der spanischen Literatur zitierte, nämlich Pedro Calderón de la Barcas La vida es sueño von 1636, ist im Nachhinein kaum mehr einzuschätzen.

## Ende in Kalifornien
Zunächst schien die amerikanische Connection sich durchaus zu bewähren: über den Percussionisten Chano Pozo lernte Rodríguez die Größen des (damals noch nicht so genannten) Latin Jazz kennen, etwa Dizzy Gillespie, Tito Puente und Mario Bauzá und nahm an einigen auch heutzutage noch interessanten Aufnahmen teil. Auch vom amerikanischen Publikum wurde er freundlich aufgenommen, so dass er sich im Jahre 1953 zur endgültigen Übersiedlung in die USA entschloss. Bei einer breiten Zuhörerschaft ebbte die Mambo craze jedoch gegen Ende der 1950er Jahre weitgehend ab, und Rodríguez zeigte seinerseits kein ausgesprochenes Interesse an den moderneren Latin-Stilen wie etwa Guaracha oder Boogaloo.
1959 stürzten Fidel Castro und Che Guevara mit ihren Anhängern das Regime des kubanischen Diktators Fulgencio Batista, und als die Revolution in der Folge zusehends antikapitalistische und sozialistische Züge annahm, brach auch die bisher so florierende Musikszene in Havanna (vorübergehend) zusammen. Rodríguez – von dem keine politischen Stellungnahmen überliefert sind – sah für sich persönlich den Rückweg in die Heimat versperrt und versuchte noch einmal einen Neuanfang im kalifornischen Los Angeles, der ihm aber nicht vergönnt war. Er starb am 30. Dezember 1970 in der südkalifornischen Metropole.

## Musikalische Würdigung
Unter Musikern, die sich in der Tradition des Son Cubano sehen, genießt Arsenio Rodríguez in dreifacher Hinsicht geradezu ehrfürchtige Verehrung:
- Als Tresero wird er als der große, stilbildende Virtuose seines Instruments gehandelt. Den Grund dafür kann man auf den erhaltenen Platteneinspielungen nur erahnen, da er kaum Solo-Passagen für sich beansprucht und sich im Wesentlichen auf die klassischen einleitenden dianas und Begleitfiguren beschränkt. Diese trägt er allerdings mit atemberaubender Phrasierung und einem unverwechselbaren Klang vor.
- Auf seine Bedeutung als Komponist wurde schon hingewiesen – kein anderer kubanischer Komponist von Miguel Matamoros bis Chucho Valdéz hat mehr Stücke verfasst, die zu Son-Standards avanciert sind. In der jüngeren Vergangenheit hat sich vor allem der Tresero Juan de Marcos González, der als musikalischer Leiter von Bands wie Sierra Maestra, Buena Vista Social Club und Afro-Cuban All Stars bekannt wurde, der Pflege des Rodríguezschen Erbes gewidmet.
- Von Letzterem ist Rodríguez’ Rolle als Arrangeur nicht klar abzugrenzen, da in der kubanischen Musik beide Funktionen stark miteinander verquickt sind. Es kann jedoch als unbestritten gelten, dass Arsenio die Neuerungen des modernen Jazz bereits unmittelbar in dessen Entstehungszeit in seinem Stil verarbeitete, und er ist (nicht zu Unrecht) gleichermaßen als der Duke Ellington wie auch der Charlie Parker des Son bezeichnet worden.

Die Musikwelt außerhalb der engeren Latin-Szene wurde dagegen erst in den letzten zwei Jahrzehnten, im Zusammenhang mit dem Son-Revival in der Folge der CD und des Films Buena Vista Social Club, auf Rodríguez aufmerksam. So nahm beispielsweise der US-amerikanische Gitarrist Marc Ribot, der für gewöhnlich eher der Jazz-Avantgarde zugerechnet wird, 1998 ein Hommage-Album auf (The Prosthetic Cubans).

## Kompositionen und Arrangements (Auswahl)
- La Vida Es Un Sueño
- Bruca Manigua
- Dundunbanza
- Cangrejo Fue A Estudiar
- Kila Quique Y Chocolate
- Dile A Catalina
- Los Sitios Haceré
- Mulence
- Meta Y Guaguancó
- Yo Soy Tiburón
- Jagüey
- Swing Y Son
- Dame Un Cachito Pa’ Huele’
- La Gente Del Bronx
- Pa’ Que Gozen
- El Reloj De Pastora
- No Me Llores Más

## Diskographie (Auswahl)
Das katalanische Plattenlabel Tumbao (Barcelona) hat eine qualitativ hochwertige Serie der historischen Aufnahmen von Arsenio Rodríguez veröffentlicht. Einen guten Überblick über sein gesamtes Schaffen erhält man auf folgenden vier CDs:
- Dundunbanza Arsenio Rodríguez Y Su Conjunto 1948–1951
- Como Se Goza En El Barrio Arsenio Rodríguez Y Su Conjunto 1953
- Montuneando Con Arsenio Rodríguez Y Su Conjunto
- Chano Pozo & Arsenio Rodríguez Legendary Sessions With Machito And His Orchestra 1947–1953

Ein ausgezeichnetes Indiz für die Wirkung von Rodríguez’ Musik im Jazz bietet:
- Palo Congo (Leader: Sabu Martinez, unter anderem auch mit Kila Quique) auf Blue Note